# Vallei van de Helle

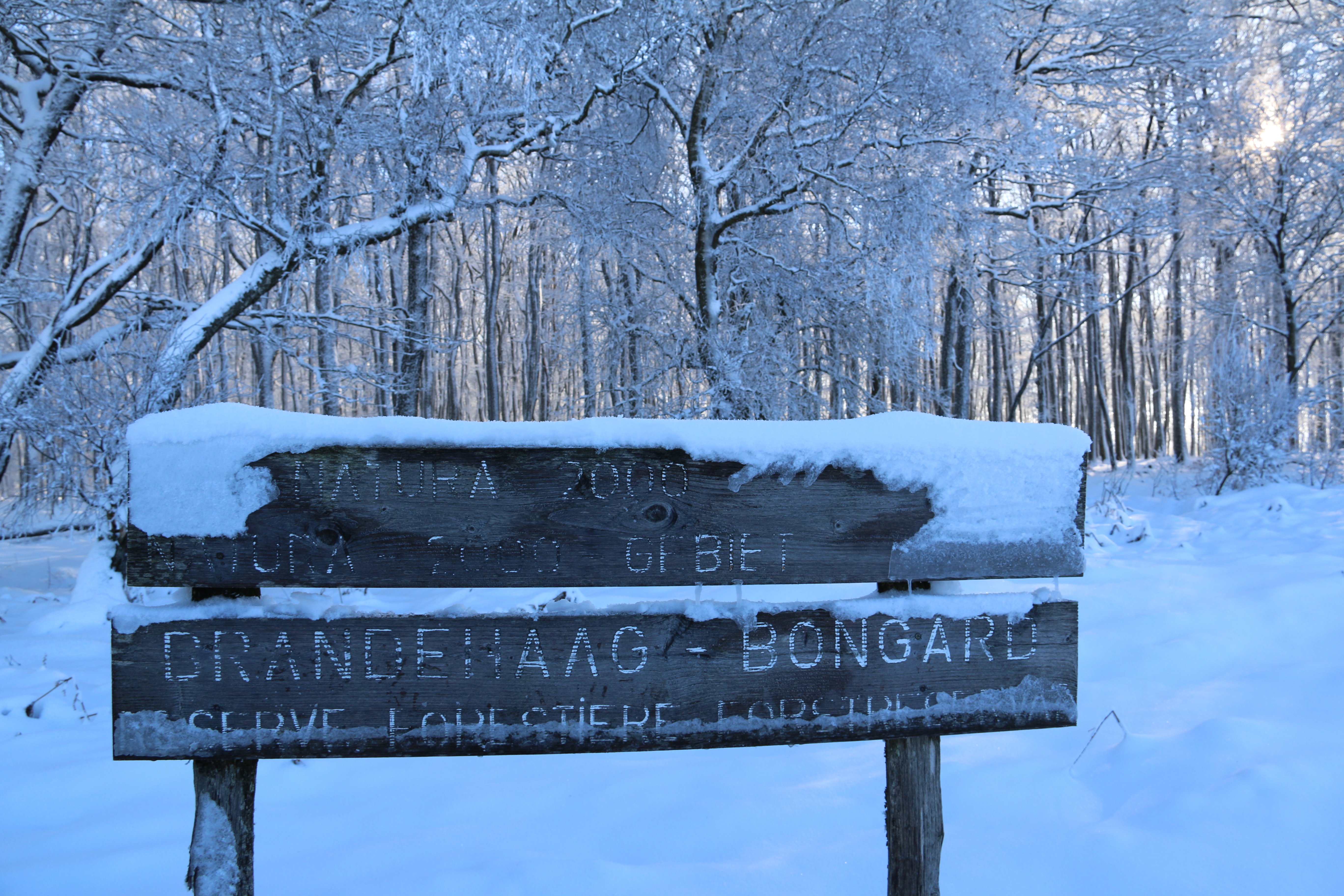
Bosreservaat Brandehaag - Bongard

De Vallei van de Helle is een Natura 2000-gebied in Wallonië dat bestaat uit het dal van de Helle (rivier) en haar zijriviertjes, van Grand Bongard tot aan de uitmonding in de Soor. Het bosreservaat Bongard maakt grotendeels onderdeel uit van het gebied. Het Natura 2000-gebied is 762 hectare groot. Er komen vijftien Europees beschermde habitattypen voor en elf Europees beschermde dier- en plantensoorten. Het hele gebied heeft de status van gewestelijk beschermd natuurpark. Daarnaast zijn delen beschermd als bosreservaat of natuurreservaat. Vrijwel het hele gebied is in eigendom bij de gewestelijke of lokale overheid.

## Habitats
De habitats die het gebied kwalificeren voor Europese bescherming zijn divers. In het bosreservaat vindt men bij Brandehaag een flinke oppervlakte zuurminnend beukenbos van het type veldbies-beukenbos, met veel dood hout. Op de relatief arme vochtige zandgronden komt berken-eikenbos voor en vochtige heide met gewone dophei. Andere beschermde habitats in het veenachtige milieu van de Grand Bongard zijn gedegradeerd hoogveen, veenbos, overgangsveen en trilveen. Verder zijn er in het gebied kleine arealen beschermde habitats van eiken-haagbeukenbos, elzenbroekbossen, droge heide, hooiland en grasland met borstelgras. De kenmerkende waterhabitats zijn riviertjes met vegetaties van fijne waterranonkel en sterrenkroos.

## Soorten
De kwalificerende soorten voor Europese bescherming zijn vooral vogelsoorten. Kenmerkende bossoorten zijn middelste bonte specht, zwarte specht, grijskopspecht, draaihals, ruigpootuil, wespendief en zwarte ooievaar. Beschermde vogels van de halfopen en open landschappen zijn nachtzwaluw, grauwe klauwier en klapekster. Een Europees  beschermd insect is de blauwe vuurvlinder. Daarnaast komen in het gebied drie plantensoorten voor van de Waalse Rode lijst: zompzegge, beenbreek en veenbies..